# MS Independence of the Seas
MS Independence of the Seas je 
norveško-američki brod za krstarenje, izgrađen 2008. u finskom brodogradilištu Aker Finnyards u gradu Turku, za kompaniju Royal Caribbean International. Treći izgrađeni brod iz klase Freedom. Do izgradnje cruisera Oasis of the Seas 2009., bio je zajedno s blizancima Freedom of the Seas i Liberty of the Seas najveći putnički brod na svijetu.

## Izgradnja
Izgradnja u suhom doku brodogradilišta Aker Yards (današnji STX Shipbuilding) gdje su također izgrađeni i ostali brodovi klase Freedom, započela je 2006. Po dovršenju 2008. pridružio se svojim blizancima Freedom of the Seas i Liberty of the Seas u primatu najvećeg putničkog broda na svijetu. 
Travnja 2008. isporučen je kompaniji Royal Caribbean International, ceremonija krštenja obavljena je 30, travnja, a na prvo putovanje isplovio je 2. svibnja 2008. Iako 2,4 m uži, 6 m kraći, s 1,5 m manjim gazom, 8,3 m niži i 8,5 čvorova sporiji, Independence of the Seas smatra se većim od britanskog transatlantika Queen Mary 2 radi veće tonaže. Dok je bruto tonaža bila procijenjena između 154 000 brt i 160 000 brt, službena procjena norveškog pomorskog klasifikacijskog društva Det Norske Veritas, je 154 407 brt, što ga u odnosu na 148 528 brt od QM2 čini zajedno sa svojim blizancima trenutno najvećim putničkim brodom. Cijena izgradnje je bila 793 milijuna američkih dolara.

## Tehničke karakteristike
Independence of the Seas je dugačak 338,91 m i širok 56,08 m. Plovi brzinom od 21,6 čvorova (40 km/h), što omogućavaju 6 Wärtsilä 46 V12 dizel motora, svaki 12,6 MW (17 000 ks), 514 rpm. Potisak omogućavaju 3 Asea Brown Boveri (ABB) Azipod pogonske elektro-gondole - jedna fiksna, dvije azimutne, ukupne snage 42 MW. Brod također raspolaže s 4 dodatna pramčana potisnika radi lakšeg manevriranja u lukama i 30 čamaca za spašavanje. Potrošnja goriva je 12,80 t na sat.

## Interijeri
Independence of the Seas raspolaže s 18 paluba, od kojih 15 za putnike. 242 vanjske kabine bez balkona (cca. 15 m²), 842 kabine s balkonom (cca. 19 m²), 733 unutarnje kabine (172 s pogledom na unutrašnju promenadu). Najveći, predsjednički apartman ima 113 m², Standardni kapacitet putnika je 3600, ili 4370 pri maksimalnoj popunjenosti, što zajedno s posadom od 1360, čini ukupno 5730 ljudi na brodu. Također se ističu 135 m dugačka, 9 m široka i četiri palube visoka središnja šetno-trgovačka paluba (Royal Promenade) oko koje su koncentrirani glavni restorani, trgovački i zabavni centri, biblioteka i teatar s 1350 sjedećih mjesta. 

## Destinacije
Brod za vrijeme ljeta bazira u Southamptonu, kao najveći putnički brod s putovanima na europskim itinererima, dok po zimi krstari Karibima. Nakon nekoliko početnih putovanja u Oslo u Norveškoj, Southampton u Velikoj Britaniji, i Hamburg u Njemačkoj, europske destinacije uključuju Irsku, Španjolsku, Portugal, Italiju, Francusku i Kanarske otoke. Po zimi Independence of the Seas bazira u Fort Lauderdaleu, na Floridi s destinacijama na Karibima.

## Galerija
- Ruissalo, Turku, Finska, 17. travnja, 2008.
- Saint Thomas, Američki Djevičanski Otoci, 24. veljače, 2009.
- Funchal, Madeira, 9. svibnja, 2008.
- Southampton, UK, 2009.

## Vanjske poveznice
- Službena stranica - royalcaribbean.com
- cruisecritic.com
- DET NORSKE VERITAS   Arhivirana inačica izvorne stranice od 13. lipnja 2012. (Wayback Machine)
- cruiseweb.com
- ship-technology.com
- Trenutna lokacija broda - sailwx.info   Arhivirana inačica izvorne stranice od 4. rujna 2013. (Wayback Machine)